# Вільям Апшар
Вільям Апшар (англ. William Peterkin Upshur; 28 жовтня 1881 — 21 липня 1943) — американський воєначальник часів Другої світової війни, генерал-майор морської піхоти США.

## Біографія
Народився 28 жовтня 1881 року в місті Ричмонд, штат Вірджинія.
У 1902 році закінчив Вірджинський військовий інститут. З 1 лютого 1904 року молодший лейтенант В. Апшар вступив до корпусу морської піхоти США. Проходив військову службу на різних кораблях військово-морського флоту США та на американських військових базах по всій країні.
У складі експедиційного корпусу з жовтня 1906 року перебував у Гавані (Куба), з 9 січня по 8 лютого 1907 року перебував на військовій базі Гуантанамо. У 1908 році в складі загону морської піхоти США знаходиться на Панамському перешийку. З січня 1912 по лютий 1914 року перебував у складі 1-ї бригади морської піхоти на Філіппінських островах. Звідти переведений до американської дипломатичної місії в Пекіні (Китай), де пробув до жовтня 1914 року.
Брав участь у американському вторгненні на Гаїті у 1915 році. 4 серпня 1915 року призначений командиром 15-ї роти 2-го полку морської піхоти в місті Порт-о-Пренс. За відзнаку під час взяття форту Діпіте нагороджений найвищою військовою нагородою США — медаллю Пошани.
Після вступу США у Першу світову війну, у складі 13-го полку перебував на території Франції, де обіймав посади коменданта американських військових в'язниць у Казіно де Ліль і Бордо.
По закінченні Першої світової війни проходив службу на Віргінських островах, на Гаїті, в Пуерто-Рико. У вересні 1939 року він був прикомандирований до військової бази корпусу морської піхоти в Сан-Дієго, штат Каліфорнія. Згодом обіймав посади коменданта шкіл і казарм корпусу морської піхоти у Квантіко (Вірджинія), начальника резерву корпусу морської піхоти, чергового відділу військового планування, офіцера штабу начальника оперативного відділу, командувач військової бази корпусу морської піхоти в Сан-Дієго.
З 1 січня 1942 року й до самої своєї загибелі обіймав посаду командувача Тихоокеанського департаменту корпусу морської піхоти США з резиденцією в Сан-Франциско (Каліфорнія).
21 липня 1943 року загинув під час авіаційної катастрофи поблизу Сітка на Алясці. У вересні 1948 року його останки перепоховані на території Військово-морської академії США в Аннаполісі, штат Меріленд.

## Нагороди
- медаль Пошани;
- Пурпурне Серце;
- експедиційна медаль корпусу морської піхоти;
- медаль «Умиротворення Куби»;
- медаль «Філіппінська кампанія»;
- медаль «У пам'ять про Китай»;
- медаль «Гаїтянська кампанія» (1917);
- медаль «Перемога у Першій світовій війні»;
- медаль «Військова окупація Німеччини»;
- медаль «Гаїтянська кампанія» (1921);